# Guantánamo (zátoka)
Zátoka Guantanamo (španělsky Bahía de Guantánamo, anglicky Guantanamo Bay) je zátoka Karibského moře ležící ve stejnojmenné provincii na jihovýchodě Kuby. Zátoka je pojmenovaná po městě Guantánamo ležícím 12 kilometrů severně.

## Americká námořní základna
Spojené státy americké převzaly kontrolu nad jižní částí zátoky Guantanamo na základě dohody o pronájmu z roku 1903, která upravila pronájem námořní základny. Spojené státy americké území plně ovládají, ačkoliv uznávají konečnou kubánskou svrchovanost nad územím. Současná kubánská vláda smlouvu o pronájmu neuznává a přítomnost americké armády považuje za nelegální, protože smlouva byla vynucena silou a je tedy porušením mezinárodního práva. V roce 2002 byla na námořní základně zřízena věznice pro osoby podezřelé z terorismu.